# ヘルムート・エーダー
ヘルムート・エーダー（Helmut Eder, 1916年12月26日 リンツ - 2005年2月8日 ザルツブルク）は、オーストリアの作曲家。

## 生涯
1948年にリンツ音楽院を卒業後、シュトゥットガルトでヨハン・ネポムク・ダーフィトの、ミュンヘンでカール・オルフの指導を受ける。リンツに戻り、母校で講師となり、1962年に教授に昇進。さらに、1953年から1960年までリンツのジングアカデミーで指導し、1959年、リンツに電子音楽スタジオを創設する。1967年にはモーツァルテウム音楽大学で作曲の教授となる。

## 作品
エーダーはさまざまなジャンルの曲を幅広く作曲し、また、映画・テレビ・ラジオ音楽も手掛けた。

### オペラ
- Oedipus（1958年/1959年）台本：H. Weinstock、原作：ソポクレス『オイディプス王』、初演：1960年、リンツ。
- Der Kardinal（1961年/1962年）台本：E. Brauner、初演：1965年、リンツ
- Die weiße Frau（1966年）台本：K. Kleinschmidt
- Konfigurationen 3（1969年）台本：R. Bayr、初演：ウィーン
- Der Aufstand（1976年）台本：Gertrud Fussenegger、初演：リンツ
- Georges Dandin（1979年）初演：リンツ
- Mozart in New York（1989年/1990年）台本：ヘルベルト・ローゼンドルファー（Herbert Rosendorfer）、初演：1991年、ザルツブルク

### 他の代表作
- Concerto Semiserio（2台のピアノと管弦楽のための、1962年）
- 管弦楽のためのコンチェルティーノ（1986年）
- ヴァイオリン協奏曲
- オーボエ協奏曲
- バスーン協奏曲
- 「武装した人」によるオルガン協奏曲
- モーツァルトの断章による『Metamorphosen』（1970年）
- ...Missa est（1986年）
- 弦楽四重奏曲 第3番（1986年）
- 他に、交響曲、バレエ音楽、室内楽曲、オルガン作品、合唱曲、歌曲